# Jugoszlávia az 1984. évi téli olimpiai játékokon
Jugoszlávia a Szarajevóban megrendezett 1984. évi téli olimpiai játékok házigazda nemzeteként vett részt a versenyeken. Az országot az olimpián 10 sportágban 72 sportoló képviselte, akik összesen 1 érmet szereztek.

## Érmesek
| Érem  | Versenyző   | Sportág  | Versenyszám            |
| ----- | ----------- | -------- | ---------------------- |
| Ezüst | Jure Franko | Alpesisí | Férfi óriás-műlesiklás |

## Alpesisí
Férfi
| Versenyző       | Versenyszám      | 1. futam      | 1. futam      | 2. futam | 2. futam | Összesítés | Összesítés |
| Versenyző       | Versenyszám      | Idő           | Hely.         | Idő      | Hely.    | Idő        | Helyezés   |
| --------------- | ---------------- | ------------- | ------------- | -------- | -------- | ---------- | ---------- |
| Grega Benedik   | Óriás-műlesiklás | nem ért célba | nem ért célba | kiesett  | kiesett  | kiesett    | kiesett    |
| Tomaž Cerkovnik | Műlesiklás       | 53,39         | 15.           | 49,58    | 11.      | 1:42,97    | 11.        |
| Jure Franko     | Műlesiklás       | nem ért célba | nem ért célba | kiesett  | kiesett  | kiesett    | kiesett    |
| Jure Franko     | Óriás-műlesiklás | 1:21,15       | 4.            | 1:20,26  | 1.       | 2:41,41    |            |
| Tomaž Jemc      | Lesiklás         |               |               |          |          | 1:49,68    | 30.        |
| Bojan Križaj    | Műlesiklás       | 52,98         | 10.           | 48,53    | 5.       | 1:41,51    | 7.         |
| Bojan Križaj    | Óriás-műlesiklás | 1:22,18       | 12.           | 1:21,30  | 9.       | 2:43,48    | 9.         |
| Jože Kuralt     | Műlesiklás       | 53,52         | 19.           | 51,33    | 13.      | 1:44,85    | 13.        |
| Janež Pleteršek | Lesiklás         |               |               |          |          | 1:48,97    | 27.        |
| Boris Strel     | Óriás-műlesiklás | 1:21,23       | 5.            | 1:21,13  | 6.       | 2:42,36    | 5.         |

Női
| Versenyző        | Versenyszám      | 1. futam      | 1. futam      | 2. futam      | 2. futam      | Összesítés | Összesítés |
| Versenyző        | Versenyszám      | Idő           | Hely.         | Idő           | Hely.         | Idő        | Helyezés   |
| ---------------- | ---------------- | ------------- | ------------- | ------------- | ------------- | ---------- | ---------- |
| Andrea Leskovšek | Műlesiklás       | 52,00         | 21.           | kizárták      | kizárták      | kiesett    | kiesett    |
| Andrea Leskovšek | Óriás-műlesiklás | 1:11,20       | 16.           | 1:13,41       | 17.           | 2:24,61    | 16.        |
| Veronika Šarec   | Óriás-műlesiklás | 1:11,71       | 23.           | 1:13,30       | 15.           | 2:25,01    | 20.        |
| Mateja Svet      | Műlesiklás       | 51,12         | 19.           | 49,73         | 15.           | 1:40,85    | 15.        |
| Mateja Svet      | Óriás-műlesiklás | 1:11,88       | 24.           | 1:14,34       | 26.           | 2:26,22    | 23.        |
| Nuša Tome        | Műlesiklás       | 50,69         | 17.           | nem ért célba | nem ért célba | kiesett    | kiesett    |
| Nuša Tome        | Óriás-műlesiklás | 1:12,18       | 32.*          | 1:14,03       | 23.           | 2:26,21    | 22.        |
| Anja Zavadlav    | Műlesiklás       | nem ért célba | nem ért célba | kiesett       | kiesett       | kiesett    | kiesett    |

* - egy másik versenyzővel azonos eredményt ért el

## Biatlon
| Versenyző                                              | Versenyszám      | Lövőhiba | Időeredmény | Helyezés |
| ------------------------------------------------------ | ---------------- | -------- | ----------- | -------- |
| Andrej Lanišek                                         | 10 km sprint     | 5        | 36:16,0     | 49.      |
| Andrej Lanišek                                         | 20 km egyéni     | 6        | 1:24:23,1   | 41.      |
| Tomislav Lopatić                                       | 10 km sprint     | 9        | 40:18,2     | 57.      |
| Jure Velepec                                           | 20 km egyéni     | 6        | 1:27:05,8   | 48.      |
| Marjan Vidmar                                          | 10 km sprint     | 3        | 37:08,1     | 54.      |
| Marjan Vidmar                                          | 20 km egyéni     | 8        | 1:26:32,1   | 46.      |
| Andrej Lanišek Jure Velepec Zoran Ćosić Franjo Jakovac | 4 × 7,5 km váltó | 3        | 1:54:13,8   | 17.      |

## Bob
| Versenyző                                                              | Versenyszám | 1. futam | 1. futam | 2. futam | 2. futam | 3. futam | 3. futam | 4. futam | 4. futam | Összesítés | Összesítés |
| Versenyző                                                              | Versenyszám | Idő      | Hely.    | Idő      | Hely.    | Idő      | Hely.    | Idő      | Hely.    | Idő        | Helyezés   |
| ---------------------------------------------------------------------- | ----------- | -------- | -------- | -------- | -------- | -------- | -------- | -------- | -------- | ---------- | ---------- |
| Boris Rađenović Nikola Korica                                          | Kettes      | 53,85    | 23.      | 54,01    | 24.      | 53,05    | 21.      | 53,22    | 21.      | 3:34,13    | 24.        |
| Zdravko Stojnić Siniša Tubić                                           | Kettes      | 53,76    | 22.      | 54,09    | 25.      | 52,82    | 19.      | 53,35    | 23.      | 3:34,02    | 22.        |
| Zdravko Stojnić Mario Franjić Siniša Tubić Nikola Korica               | Négyes      | 51,32    | 18.      | 51,90    | 21.      | 51,65    | 19.      | 51,61    | 16.      | 3:26,48    | 19.        |
| Nenad Prodanović Ognjen Sokolović Zoran Sokolović Borislav Vujadinović | Négyes      | 51,62    | 23.      | 51,96    | 22.      | 52,35    | 23.      | 52,38    | 24.      | 3:28,31    | 23.        |

## Északi összetett
| Versenyző      | Síugrás | Síugrás | Sífutás | Sífutás | Sífutás | Összesítés | Összesítés |
| Versenyző      | Pont    | Hely.   | Idő     | Pont    | Hely.   | Pont       | Helyezés   |
| -------------- | ------- | ------- | ------- | ------- | ------- | ---------- | ---------- |
| Robert Kaštrun | 200,7   | 11.     | 56:09,4 | 133,390 | 28.     | 334,090    | 27.        |

## Gyorskorcsolya
Férfi
| Versenyző        | Versenyszám | Eredmény | Helyezés |
| ---------------- | ----------- | -------- | -------- |
| Behudin Merdović | 500 m       | 46,34    | 41.      |
| Behudin Merdović | 1000 m      | 1:33,33  | 43.      |
| Behudin Merdović | 1500 m      | 2:19,25  | 40.      |
| Behudin Merdović | 5000 m      | kizárták | kizárták |
| Nenad Žvanut     | 500 m       | 42,55    | 39.      |
| Nenad Žvanut     | 1000 m      | 1:26,63  | 41.      |

Női
| Versenyző        | Versenyszám | Eredmény | Helyezés |
| ---------------- | ----------- | -------- | -------- |
| Bibija Kerla     | 500 m       | 58,23~   | 32.      |
| Bibija Kerla     | 1000 m      | 1:51,06  | 36.      |
| Bibija Kerla     | 1500 m      | 2:46,32~ | 32.      |
| Bibija Kerla     | 3000 m      | 5:37,67  | 26.      |
| Dubravka Vukušić | 500 m       | 51,99    | 31.      |
| Dubravka Vukušić | 1000 m      | 2:03,02  | 38.      |
| Dubravka Vukušić | 1500 m      | 2:42,12  | 31.      |

* - egy másik versenyzővel azonos eredményt ért el

~ - a futam során elesett

## Jégkorong
| Jugoszláv férfi jégkorongcsapat-játékoskeret                                                            | Jugoszláv férfi jégkorongcsapat-játékoskeret                                                                 | Jugoszláv férfi jégkorongcsapat-játékoskeret                                             |
| --- | --- | ---------------------------------------------------------------------------------------- |
| - Igor Beribak - Mustafa Bešić - Dejan Burnik - Marjan Gorenc - Edo Hafner - Gorazd Hiti - Drago Horvat | - Peter Klemenc - Jože Kovač - Vojko Lajovec - Tomaž Lepša - Blaž Lomovšek - Drago Mlinarec - Murajica Pajić | - Cveto Pretnar - Bojan Razpet - Ivan Ščap - Matjaž Sekelj - Zvone Šuvak - Andrej Vidmar |

### Eredmények
A csoport
| Csapat        | M | Gy | D | V | G+ | G– | Gk  | P  |
| ------------- | - | -- | - | - | -- | -- | --- | -- |
| Szovjetunió   | 5 | 5  | 0 | 0 | 42 | 5  | +37 | 10 |
| Svédország    | 5 | 3  | 1 | 1 | 34 | 15 | +19 | 7  |
| NSZK          | 5 | 3  | 1 | 1 | 27 | 17 | +10 | 7  |
| Lengyelország | 5 | 1  | 0 | 4 | 16 | 37 | –21 | 2  |
| Olaszország   | 5 | 1  | 0 | 4 | 15 | 31 | –16 | 2  |
| Jugoszlávia   | 5 | 1  | 0 | 4 | 8  | 37 | –29 | 2  |

| 1984. február 7. | Jugoszlávia (YUG) | 1 – 8 (1–1, 0–4, 0–3) | NSZK | Szarajevó |

|  |  |  |  |  |
|  |  |  |  |  |
|  |  |  |  |  |
|  |  |  |  |  |

| 1984. február 9. | Jugoszlávia (YUG) | 0 – 11 (0–4, 0–1, 0–6) | Svédország | Szarajevó |

|  |  |  |  |  |
|  |  |  |  |  |
|  |  |  |  |  |
|  |  |  |  |  |

| 1984. február 11. | Jugoszlávia (YUG) | 1 – 9 (0–4, 1–1, 0–4) | Szovjetunió | Szarajevó |

|  |  |  |  |  |
|  |  |  |  |  |
|  |  |  |  |  |
|  |  |  |  |  |

| 1984. február 13. | Jugoszlávia (YUG) | 5 – 1 (0–0, 2–1, 3–0) | Olaszország | Szarajevó |

|  |  |  |  |  |
|  |  |  |  |  |
|  |  |  |  |  |
|  |  |  |  |  |

| 1984. február 15. | Jugoszlávia (YUG) | 1 – 8 (1–2, 0–3, 0–3) | Lengyelország | Szarajevó |

|  |  |  |  |  |
|  |  |  |  |  |
|  |  |  |  |  |
|  |  |  |  |  |

| Csapat      | Helyezés |
| ----------- | -------- |
| Jugoszlávia | 11.      |

## Műkorcsolya
| Versenyző        | Versenyszám  | Kötelező elemek   | Kötelező elemek | Kötelező elemek | Rövid program     | Rövid program | Rövid program | Kűr               | Kűr   | Kűr         | Összesítés         | Összesítés |
| Versenyző        | Versenyszám  | Több. hely. száma | Hely.           | Hely. pont.     | Több. hely. száma | Hely.         | Hely. pont.   | Több. hely. száma | Hely. | Hely. pont. | Helyezési pontszám | Helyezés   |
| ---------------- | ------------ | ----------------- | --------------- | --------------- | ----------------- | ------------- | ------------- | ----------------- | ----- | ----------- | ------------------ | ---------- |
| Milan Begović    | Férfi egyéni | 5×16+             | 17.             | 10,2            | 9×22+             | 22.           | 8,8           | 5×21+             | 21.   | 21,0        | 40,0               | 21.        |
| Sandra Dubravčić | Női egyéni   | 5×8+              | 8.              | 4,8             | 6×10+             | 9.            | 3,6           | 8×9+              | 9.    | 9,0         | 17,4               | 10.        |

## Sífutás
Férfi
| Versenyző                                             | Versenyszám     | Eredmény  | Helyezés |
| ----------------------------------------------------- | --------------- | --------- | -------- |
| Ivo Čarman                                            | 15 km           | 45:04,0   | 35.      |
| Ivo Čarman                                            | 30 km           | 1:38:09,6 | 40.      |
| Dušan Ðuričić                                         | 15 km           | 45:24,6   | 40.      |
| Dušan Ðuričić                                         | 30 km           | 1:39:04,6 | 44.      |
| Dušan Ðuričić                                         | 50 km           | 2:28:23,4 | 32.      |
| Sašo Grajf                                            | 15 km           | 46:21,1   | 48.      |
| Jože Klemenčić                                        | 15 km           | kizárták  | kizárták |
| Jože Klemenčić                                        | 30 km           | 1:37:40,1 | 38.      |
| Jože Klemenčić                                        | 50 km           | 2:35:22,4 | 42.      |
| Janež Kršinar                                         | 30 km           | 1:40:45,5 | 51.      |
| Janež Kršinar                                         | 50 km           | 2:30:16,2 | 36.      |
| Ivo Čarman Jože Klemenčić Janež Kršinar Dušan Ðuričić | 4 × 10 km váltó | 2:04:42,8 | 12.      |

Női
| Versenyző                                                 | Versenyszám    | Eredmény  | Helyezés |
| --------------------------------------------------------- | -------------- | --------- | -------- |
| Jana Mlakar                                               | 5 km           | 18:54,1   | 34.      |
| Jana Mlakar                                               | 10 km          | 34:52,2   | 30.      |
| Metka Munih                                               | 5 km           | 20:12,0   | 43.      |
| Metka Munih                                               | 10 km          | 37:18,4   | 43.      |
| Metka Munih                                               | 20 km          | 1:13:35,8 | 38.      |
| Tatjana Smolnikar                                         | 5 km           | 20:21,8   | 45.      |
| Tatjana Smolnikar                                         | 10 km          | 37:58,1   | 44.      |
| Andreja Smrekar                                           | 5 km           | 19:41,7   | 41.      |
| Andreja Smrekar                                           | 10 km          | 36:10,4   | 41.      |
| Jana Mlakar Andreja Smrekar Tatjana Smolnikar Metka Munih | 4 × 5 km váltó | 1:13:45,1 | 10.      |

## Síugrás
| Versenyző       | Versenyszám | 1. ugrás | 1. ugrás | 2. ugrás | 2. ugrás | Összesítés | Összesítés |
| Versenyző       | Versenyszám | Pont     | Hely.    | Pont     | Hely.    | Pont       | Helyezés   |
| --------------- | ----------- | -------- | -------- | -------- | -------- | ---------- | ---------- |
| Vasja Bajc      | Normálsánc  | 94,8     | 22.      | 95,2     | 24.      | 190,0      | 17.        |
| Vasja Bajc      | Nagysánc    | 99,6     | 7.       | 81,8     | 32.*     | 181,4      | 15.        |
| Tomaž Dolar     | Nagysánc    | 93,8     | 15.      | 91,9     | 18.      | 185,7      | 11.        |
| Bojan Globočnik | Normálsánc  | 91,5     | 28.      | 74,8     | 52.      | 166,3      | 40.        |
| Miran Tepeš     | Normálsánc  | 92,6     | 24.**    | 90,5     | 29.      | 183,1      | 27.        |
| Miran Tepeš     | Nagysánc    | 47,0     | 50.      | 83,7     | 26.*     | 130,7      | 45.        |
| Primož Ulaga    | Normálsánc  | 35,4     | 58.      | 95,5     | 22.      | 130,9      | 57.        |
| Primož Ulaga    | Nagysánc    | 89,3     | 22.      | 95,9     | 7.       | 185,2      | 13.        |

* - egy másik versenyzővel azonos eredményt ért el

** - két másik versenyzővel azonos eredményt ért el

## Szánkó
| Versenyző        | Versenyszám | 1. futam | 1. futam | 2. futam | 2. futam | 3. futam | 3. futam | 4. futam | 4. futam | Összesítés | Összesítés |
| Versenyző        | Versenyszám | Idő      | Hely.    | Idő      | Hely.    | Idő      | Hely.    | Idő      | Hely.    | Idő        | Helyezés   |
| ---------------- | ----------- | -------- | -------- | -------- | -------- | -------- | -------- | -------- | -------- | ---------- | ---------- |
| Dušan Dragojević | Férfi egyes | 47,480   | 18.      | 47,332   | 17.      | 47,465   | 18.      | 47,338   | 18.      | 3:09,615   | 16.        |
| Suad Karajica    | Férfi egyes | 54,075   | 32.      | 48,293   | 27.      | 47,797   | 23.      | 48,123   | 25.      | 3:18,288   | 28.        |
| Dajana Karajica  | Női egyes   | 43,901   | 21.      | 43,250   | 16.      | 42,890   | 16.      | 42,619   | 16.      | 2:52,660   | 17.        |